# 17466 Vargasllosa
17466 Vargasllosa è un asteroide della fascia principale. Scoperto nel 1990, presenta un'orbita caratterizzata da un semiasse maggiore pari a 2,2769394 UA e da un'eccentricità di 0,0997103, inclinata di 7,51142° rispetto all'eclittica.